# Rue Rouveroy
La rue Rouveroy est une rue du centre de Liège dans le quartier latin reliant la rue de l'Évêché à la  place Émile Dupont près de l'église Saint-Jacques.

## Odonymie
Depuis sa création sans doute pendant la première moitié du XIXe siècle, cette artère s'appelait la rue Derrière Saint-Jacques faisant référence à l'église Saint-Jacques toute proche. La rue prend ensuite le nom de rue Rouveroy en 1863 en hommage à Frédéric Rouveroy  (1771-1850), fabuliste et homme politique liégeois.

## Situation et description
Cette paisible rue pavée, plate et rectiligne mesurant approximativement 80 mètres applique un sens unique de circulation automobile dans le sens Émile Dupont-Évêché. 

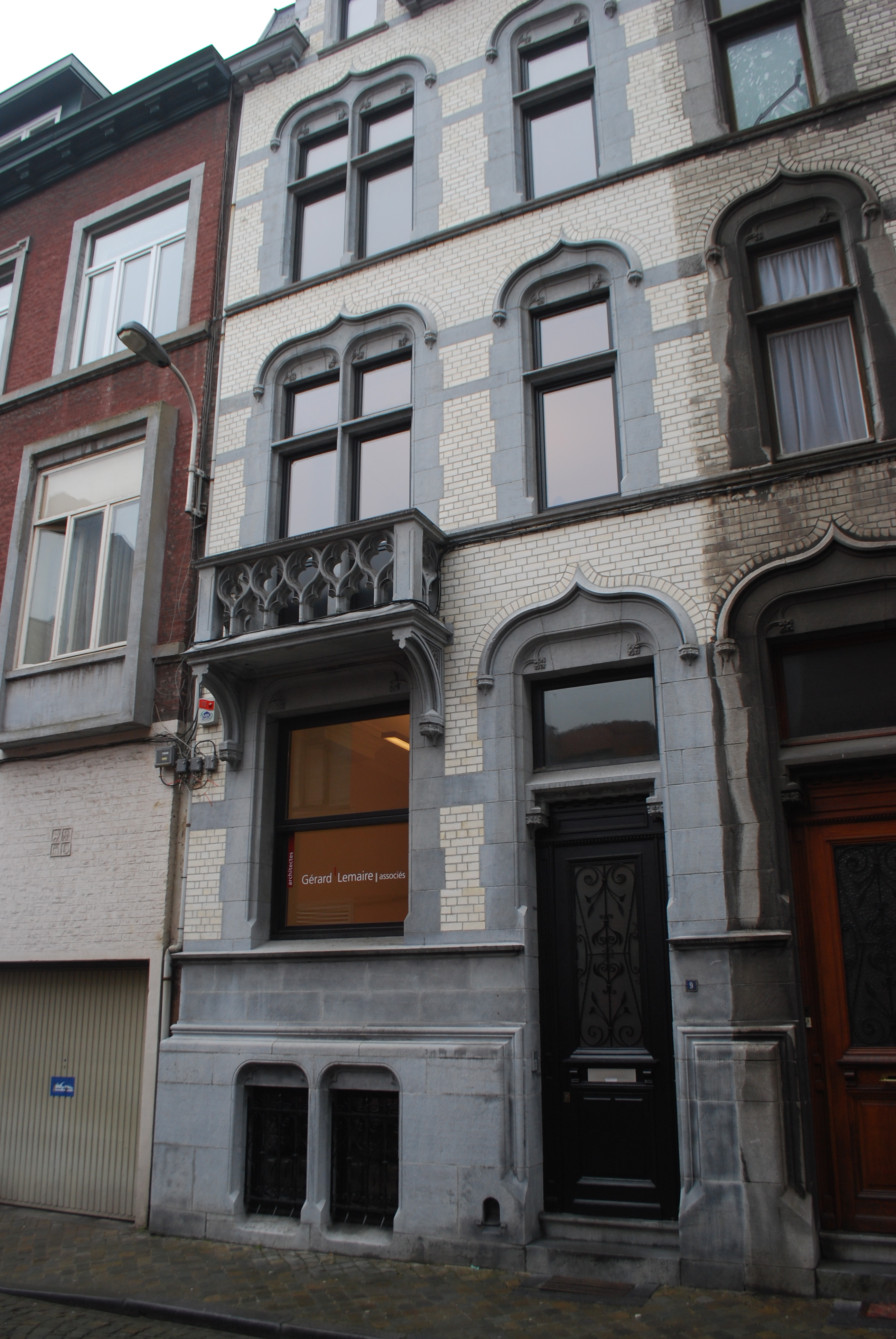
Rue Rouveroy, 9

## Architecture
Deux maisons presque jumelles réalisées dans le style néo-gothique en 1909-1910 d'après les plans de l'architecte F. Lohest possèdent d'originaux linteaux en accolade. Bâties en briques vernissées blanches avec soubassement, bandeaux et encadrements des baies en pierre calcaire, elles se situent aux nos 9 et 11 et sont reprises à l'inventaire du patrimoine culturel immobilier de la Wallonie .
Deux autres immeubles jumeaux se situent aux nos 2 et 4. Il s'agit de maisons de maître de style néo-classique construites pendant la seconde moitié du XIXe siècle. Les rez-de-chaussée sont bâtis en pierre calcaire et les deux étages en brique.

## Activités
L'institut Saint-Paul, établissement d'enseignement maternel et primaire, se situe au no 1A.

## Voies adjacentes
- Rue de l'Évêché
- Place Émile Dupont